# Macleay Island
Macleay Island ist eine unbewohnte Insel im australischen Bundesstaat Western Australia. Sie ist 33,8 Kilometer vom australischen Festland entfernt.
Die Insel ist 4,6 Kilometer lang, 820 Meter breit und etwa 330 Hektar groß. Südlich der Insel liegt die kleinere Crabbe Island.
Über die Insel verteilt liegen einige Sandstrände. Im Norden liegt ein See.